# قتل شرافتی (فیلم)
«قتل شرافتی» (انگلیسی: Honour Killing (film)) یک فیلم است که در سال ۲۰۱۴ منتشر شد.